# A vonatok reggel indulnak (tévéjáték)
A vonatok reggel indulnak egy színes magyar filmdráma, tévéjáték Raimond Kaugver azonos című (észtül: Rong väljub hommikul; oroszul: Поезда уходят утром) 1971-as drámája alapján Szilágyi Tibor főszereplésével Radó Gyula rendezésében.
Bemutatására 1976. október 12-én, kedden a Magyar Televízió TV1 csatornáján, 20.35-ös kezdettel került sor.

## Készítették
- Rendező: Radó Gyula
- Írta: Raimond Kaugver
- Fordította: Maráz László
- Operatőr: Illés János
- Jelmeztervező: Füzi Sári
- Díszlettervező: Balló Gábor

## Szereplők
| Szerep       | Megjegyzés | Színész            |
| ------------ | --- | ------------------ |
| Férfi        | az állomáson, aki minden szereplővel kapcsolatba kerül, és mindenkinek hatással lesz az életére, és elfojtott vágyainak megvalósítására ösztönzi őket, de ő maga az élet teljes értelmetlenségével szembesül a saját életében, és bár nem láthatjuk, hogy valóban megtörtént-e, de a film sejteti, hogy valószínűleg az első reggeli vonat alá veti magát. | Szilágyi Tibor     |
| Revizor      | az állomáson | Őze Lajos          |
| Újságíró     | | Pathó István       |
| Nő           | a férfi felesége, aki a férjét keresi, mert eltűnt otthonról | Szalay Edit        |
| Tanítónő     | a városba érkezik az új iskolájába | Pogány Judit       |
| Barátnő      | a tanítónőé, aki elé kijön az állomásra, de kicsit késik | Soproni Ági        |
| Büfésnő      | az állomáson | Pécsi Ildikó       |
| Rendőr       | az állomáson keres egy körözött bűnözőt | Fekete Tibor       |
| Takarítónő   | | Tábori Nóra        |
| Fodrásznő    | | Andai Györgyi      |
| Részeg férfi | | Hunyadkürti István |